# Ecce Homo (Sodoma)
Ecce Homo è un dipinto ad olio su tela realizzato intorno alla metà del XVI secolo dal Sodoma e conservato presso il Metropolitan Museum of Art di New York. L'opera raffigura il momento in cui Gesù viene presentato alla folla da Ponzio Pilato (che nel Vangelo secondo Giovanni pronuncia la frase Ecce homo, letteralmente "Ecco l'uomo").

## Storia
Originario di Vercelli, Giovanni Antonio Bazzi eseguì numerosi dipinti nel corso della sua vita: diversi andarono perduti nel tempo, oppure vennero erroneamente attribuiti ad altri artisti. Anche in questo caso, come sottolineato dal Metropolitan Museum of Art, l'Ecce Homo non fu riconosciuto come opera del Sodoma almeno fino alle metà del XIX secolo. Gli studiosi - non solo del Met - hanno ricondotto lo stesso agli ultimi anni di vita dell'artista, in un arco temporale che va dal 1540 al 1549. Sebbene differente sotto alcuni punti di vista, la tela può essere confrontata con un'altra del Sodoma avente lo stesso soggetto e dipinta nel 1525, nella quale è possibile osservare Cristo tormentato dai soldati di Ponzio Pilato.
Anche la cornice dell'Ecce Homo è storicamente rilevante, in quanto intagliata a Siena nel 1540 (anche se alcune dorature potrebbero essere state aggiunte nel XIX secolo).

## Descrizione
Il dipinto rappresenta Cristo legato, incoronato di spine e sanguinante mentre viene presentato alla folla da Ponzio Pilato, ossia la figura sulla sinistra. Il prefetto romano è dipinto con abiti dal gusto mediorientale e non romano, come ci si potrebbe aspettare: ciò è dovuto alla descrizione che una fonte dà del suo "abbigliamento vagamente orientaleggiante". Questa scelta potrebbe anche rimandare al periodo di espansione che all'epoca viveva l'Impero ottomano, trattandosi di una delle principali forze geopolitiche del XVI secolo, spesso in conflitto con le nazioni cristiane europee. Alla destra di Gesù c'è un uomo africano, che probabilmente costituisce un richiamo alla tratta araba degli schiavi - ossia la deportazione degli schiavi ad opera di mercanti arabi - e alla dominazione araba e musulmana di vaste aree del continente. Diversi studiosi hanno anche considerato che, poiché il momento scelto è quello antecedente alla uccisione di Cristo, la presenza del nero africano sarebbe una plausibile scelta di continuità con la tradizione europea, che associava il ruolo di esecutori o boia agli africani neri.